# Criotettix brevipennis
Criotettix brevipennis är en insektsart som beskrevs av Zheng, Z. och L. Xie 2002. Criotettix brevipennis ingår i släktet Criotettix och familjen torngräshoppor. Inga underarter finns listade i Catalogue of Life.